# Еббі Гус
Еббі Гус (нар.20 травня 1994, Роттердам, Нідерланди) — нідерландська акторка.

## Біографія
Еббі Гус народилася 20 травня 1994 року у Роттердамі. Закінчила Амстердамський університет мистецтв у 2016 році. Кар'єра Еббі розпочалася у 2008 році на телебаченні. Після дебюту на телебаченні акторку почали запрошувати до роботи у кінематографічних проектах.

## Вибіркова фільмографія
- Втеча (2015)
- Тірза (2010)